# Grammy Award for Best Instrumental Jazz Album, Individual or Group

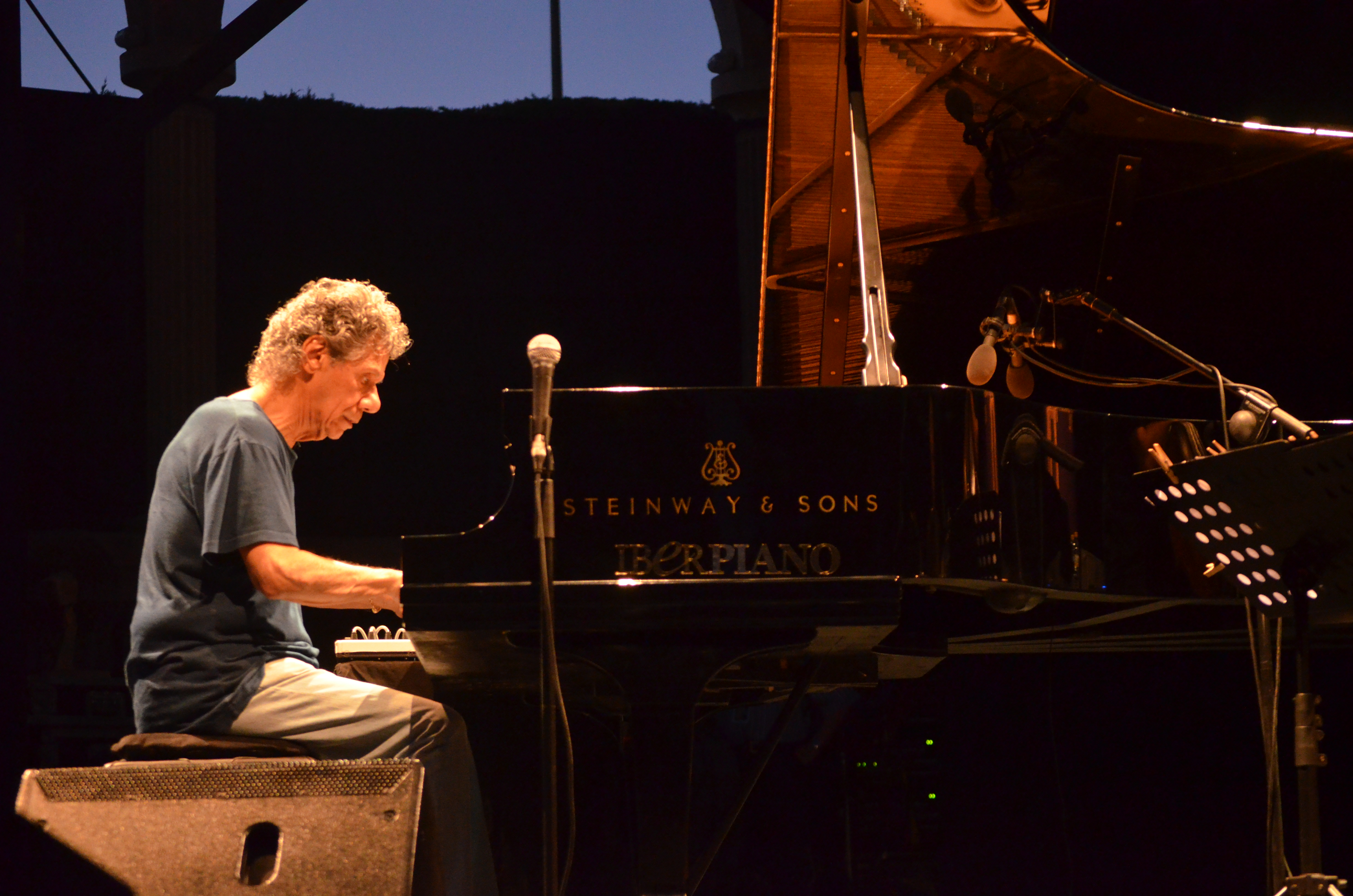
Chick Corea hat den Grammy Award for Best Instrumental Jazz Album, Individual or Group insgesamt zehn Mal erhalten, zuletzt 2010 zusammen mit John McLaughlin.

Der Grammy Award for Best Instrumental Jazz Album, Individual or Group, auf Deutsch „Grammy-Auszeichnung für das beste Jazz-Instrumentalalbum, Einzelkünstler oder Gruppe“, ist ein Musikpreis, der von 1959 bis 2011 von der amerikanischen Recording Academy verliehen wurde. Der Preis ging an Musiker für Alben aus dem Bereich der Jazzmusik.

## Geschichte und Hintergrund
Die seit 1959 verliehenen Grammy Awards werden jährlich in zahlreichen Kategorien von der Recording Academy in den Vereinigten Staaten vergeben, um künstlerische Leistung, technische Kompetenz und hervorragende Gesamtleistung ohne Rücksicht auf die Album-Verkäufe oder Chart-Position zu würdigen.
Eine dieser Kategorien ist der Grammy Award for Best Instrumental Jazz Album, Individual or Group. Die Auszeichnung wurde erstmals 1959 an Count Basie für sein Album Basie vergeben. Seit der Erstverleihung hatte der Preis zahlreiche kleinere Namensänderungen:
- Von 1959 bis 1960 hieß der Preis Grammy Award for Best Jazz Performance, Group
- 1961 nannte er sich Grammy Award for Best Jazz Performance Solo or Small Group
- Von 1962 bis 1963 wurde der Grammy Award for Best Jazz Performance Solo or Small Group (Instrumental) verliehen
- 1964 erfolgte die Umbenennung in Grammy Award for Best Instrumental Jazz Performance – Soloist or Small Group
- Von 1965 bis 1966 hieß die Auszeichnung Grammy Award for Best Instrumental Jazz Performance – Small Group or Soloist
- 1967 lautete die Bezeichnung Grammy Award for Best Instrumental Jazz Performance – Group or Soloist with Group
- Von 1968 bis 1971 nannte sich die Preiskategorie Grammy Award for Best Instrumental Jazz Performance, Small Group or Soloist with Small Group
- Von 1972 bis 1978 wurde der Grammy Award for Best Jazz Performance by a Group verliehen
- Von 1979 bis 1992 war die Preisbezeichnung Grammy Award for Best Jazz Instrumental Performance, Group
- Von 1993 bis 2000 hieß die Kategorie Grammy Award for Best Jazz Instrumental Performance, Individual or Group
- Von 2001 bis 2011 nannte sie sich Grammy Award for Best Jazz Instrumental Album, Individual or Group.

Vor 1962 und von 1972 bis 1978 wurde die Kategorie sowohl für Instrumental- wie für Vokaldarbietungen verliehen.
Nach einer umfangreichen Überarbeitung der Grammy-Award-Kategorien wurde ab dem Jahr 2012 der Grammy Award for Best Jazz Instrumental Album vergeben.

## Gewinner und Nominierte
| Jahr | Gewinner                                                                | Nationalität                              | Album                                                           | Nominierte | Bild des/der Gewinner(s) |
| ---- | ----------------------------------------------------------------------- | ----------------------------------------- | --------------------------------------------------------------- | ---------- | ------------------------ |
| 1959 | Count Basie                                                             | Vereinigte Staaten                        | Basie                                                           |            |                          |
| 1960 | Jonah Jones                                                             | Vereinigte Staaten                        | I Dig Chicks                                                    |            |                          |
| 1961 | André Previn                                                            | Vereinigte Staaten                        | West Side Story                                                 |            |                          |
| 1962 | André Previn                                                            | Vereinigte Staaten                        | André Previn Plays Songs by Harold Arlen                        |            |                          |
| 1963 | Stan Getz                                                               | Vereinigte Staaten                        | Desafinado                                                      |            |                          |
| 1964 | Bill Evans                                                              | Vereinigte Staaten                        | Conversations with Myself                                       |            |                          |
| 1965 | Stan Getz                                                               | Vereinigte Staaten                        | Getz/Gilberto                                                   |            |                          |
| 1966 | Ramsey Lewis                                                            | Vereinigte Staaten                        | The In Crowd                                                    |            |                          |
| 1967 | Wes Montgomery                                                          | Vereinigte Staaten                        | Goin’ Out of My Head                                            |            |                          |
| 1968 | Cannonball Adderley                                                     | Vereinigte Staaten                        | Mercy, Mercy, Mercy! Live at ’The Club’                         |            |                          |
| 1969 | Bill Evans                                                              | Vereinigte Staaten                        | Bill Evans at the Montreux Jazz Festival                        |            |                          |
| 1970 | Wes Montgomery                                                          | Vereinigte Staaten                        | Willow Weep for Me                                              |            |                          |
| 1971 | Bill Evans                                                              | Vereinigte Staaten                        | Alone                                                           |            |                          |
| 1972 | Bill Evans                                                              | Vereinigte Staaten                        | The Bill Evans Album                                            |            |                          |
| 1973 | Freddie Hubbard                                                         | Vereinigte Staaten                        | First Light                                                     |            |                          |
| 1974 | Supersax                                                                | Vereinigte Staaten                        | Supersax Plays Bird                                             |            |                          |
| 1975 | Joe Pass, Niels-Henning Ørsted Pedersen, Oscar Peterson                 | Vereinigte Staaten Dänemark Kanada        | The Trio                                                        |            |                          |
| 1976 | Chick Corea und Return to Forever                                       | Vereinigte Staaten                        | No Mystery                                                      |            |                          |
| 1977 | Chick Corea                                                             | Vereinigte Staaten                        | The Leprechaun                                                  |            |                          |
| 1978 | Phil Woods                                                              | Vereinigte Staaten                        | The Phil Woods Six – Live from the Showboat                     |            |                          |
| 1979 | Chick Corea                                                             | Vereinigte Staaten                        | Friends                                                         |            |                          |
| 1980 | Chick Corea & Gary Burton                                               | Vereinigte Staaten                        | Duet                                                            |            |                          |
| 1981 | Bill Evans                                                              | Vereinigte Staaten                        | We Will Meet Again                                              |            |                          |
| 1982 | Chick Corea & Gary Burton                                               | Vereinigte Staaten                        | Chick Corea & Gary Burton in Concert - Zurich, October 28, 1979 |            |                          |
| 1983 | Phil Woods                                                              | Vereinigte Staaten                        | "More" Live                                                     |            |                          |
| 1984 | Phil Woods                                                              | Vereinigte Staaten                        | At the Vanguard                                                 |            |                          |
| 1985 | Art Blakey                                                              | Vereinigte Staaten                        | New York Scene                                                  |            |                          |
| 1986 | Wynton Marsalis                                                         | Vereinigte Staaten                        | Black Codes (From the Underground)                              |            |                          |
| 1987 | Wynton Marsalis                                                         | Vereinigte Staaten                        | J Mood                                                          |            |                          |
| 1988 | Wynton Marsalis                                                         | Vereinigte Staaten                        | Marsalis Standard Time, Vol. I                                  |            |                          |
| 1989 | Roy Haynes, Cecil McBee, David Murray, Pharoah Sanders, McCoy Tyner     | Vereinigte Staaten                        | Blues for Coltrane: A Tribute to John Coltrane                  |            |                          |
| 1990 | Chick Corea                                                             | Vereinigte Staaten                        | Chick Corea Akoustic Band                                       |            |                          |
| 1991 | Oscar Peterson                                                          | Kanada                                    | Live at the Blue Note                                           |            |                          |
| 1992 | Oscar Peterson                                                          | Kanada                                    | Saturday Night at the Blue Note                                 |            |                          |
| 1993 | Branford Marsalis                                                       | Vereinigte Staaten                        | I Heard You Twice the First Time                                |            |                          |
| 1994 | Joe Henderson                                                           | Vereinigte Staaten                        | So Near, So Far (Musings for Miles)                             |            |                          |
| 1995 | Ron Carter, Herbie Hancock, Wallace Roney, Wayne Shorter, Tony Williams | Vereinigte Staaten                        | A Tribute to Miles                                              |            |                          |
| 1996 | McCoy Tyner Trio und Michael Brecker                                    | Vereinigte Staaten                        | Infinity                                                        |            |                          |
| 1997 | Michael Brecker                                                         | Vereinigte Staaten                        | Tales from the Hudson                                           |            |                          |
| 1998 | Charlie Haden und Pat Metheny                                           | Vereinigte Staaten                        | Beyond the Missouri Sky (Short Stories)                         |            |                          |
| 1999 | Herbie Hancock                                                          | Vereinigte Staaten                        | Gershwin’s World                                                |            |                          |
| 2000 | Gary Burton, Chick Corea, Roy Haynes, Dave Holland, Pat Metheny         | Vereinigte Staaten Vereinigtes Königreich | Like Minds                                                      |            |                          |
| 2001 | Branford Marsalis                                                       | Vereinigte Staaten                        | Contemporary Jazz                                               |            |                          |
| 2002 | Sonny Rollins                                                           | Vereinigte Staaten                        | This Is What I Do                                               |            |                          |
| 2003 | Herbie Hancock, Michael Brecker, Roy Hargrove                           | Vereinigte Staaten                        | Directions in Music: Live at Massey Hall                        |            |                          |
| 2004 | Wayne Shorter                                                           | Vereinigte Staaten                        | Alegría                                                         |            |                          |
| 2005 | McCoy Tyner                                                             | Vereinigte Staaten                        | Illuminations                                                   |            |                          |
| 2006 | Wayne Shorter                                                           | Vereinigte Staaten                        | Beyond the Sound Barrier                                        |            |                          |
| 2007 | Chick Corea                                                             | Vereinigte Staaten                        | The Ultimate Adventure                                          |            |                          |
| 2008 | Michael Brecker                                                         | Vereinigte Staaten                        | Pilgrimage                                                      |            |                          |
| 2009 | Chick Corea und Gary Burton                                             | Vereinigte Staaten                        | The New Crystal Silence                                         |            |                          |
| 2010 | Chick Corea und John McLaughlin                                         | Vereinigte Staaten Vereinigtes Königreich | Five Peace Band Live                                            |            |                          |
| 2011 | James Moody                                                             | Vereinigte Staaten                        | Moody 4B                                                        |            |                          |